# سیارک ۱۸۹۰
سیارک ۱۸۹۰ (به انگلیسی: 1890 Konoshenkova، نامگذاری:1968CD) هزار و هشتصد و نودمین سیارک کشف شده‌است که در ۶ فوریه ۱۹۶۸ کشف شد.
قدر مطلق سیارک برابر ۱۰٫۸۰ است.